# Nomophobie
Nomophobie (englisch nomophobia) ist ein Kofferwort aus dem englischsprachigen Raum und eine vom UK Post Office geprägte Abkürzung für „No-Mobile-Phone-Phobia“, wörtlich „Kein-Mobiltelefon-Angst“. Als Nomophobie bezeichnet man die (Trennungs-)Angst, ohne Mobiltelefon unerreichbar für soziale und geschäftliche Kontakte zu sein. Die Gründe für eine solche Unerreichbarkeit können von Verlust über Beschädigung bis hin zu einem leeren Akku vielfältig sein. Die meisten Betroffenen finden sich in der Altersgruppe 18 bis 25 Jahre. Die Nomophobie ist eine Begleiterscheinung der Handyabhängigkeit.

## Symptomatik
Typische Verhaltensweisen können sich in Ängsten, depressiven Stimmungen oder Nervosität äußern, die durch die ungewollte Abstinenz hervorgerufen werden. Darüber hinaus zeigt sich Nomophobie unter anderem in dem Drang nach dem Mobiltelefon sowie in Stress, Schweißausbrüchen, Zittern, Herzklopfen oder Panik im Falle einer Unerreichbarkeit bzw. eines ausgeschalteten Mobiltelefons. Um den Verlust der Erreichbarkeit zu vermeiden, tendieren Nomophobiker dazu, ihr Mobiltelefon gar nicht erst auszuschalten, es nah bei sich zu tragen oder gar ein zweites Telefon anzuschaffen.

## Studien
Eine Studie in Großbritannien ergab, dass 2008 etwa die Hälfte aller britischen Handynutzer von Nomophobie betroffen war. 2012 waren bereits 66 Prozent der Briten von der Angst betroffen.
Gemäß einem Bericht in der Psychology Today (2014) schliefen zwei Drittel der befragten Nutzer neben dem Mobiltelefon und mehr als die Hälfte könne es nicht einmal ausschalten. Eine Erhebung ergab darüber hinaus, dass 66 Prozent der US-amerikanischen Mobiltelefonnutzer unter Nomophobie litten.
Eine indische Studie zeigte unter Berücksichtigung von 200 College-Studenten überdies eine Häufigkeit von 18,5 Prozent. Um Nomophobie messen zu können, wurde mit 163 College-Studenten ein randomisiertes Experiment durchgeführt, das die Messung des Angstniveaus nach unerwarteter Trennung vom Mobiltelefon zum Ziel hatte. Bei einem stark ausgeprägten Nutzungsverhalten (im Vergleich zu mäßigem und geringem Nutzungsverhalten) konnte die Abhängigkeit vom eigenen Mobiltelefon in Form von intensivierter Angstreaktion beobachtet werden.
Die Nomophobie ist keine anerkannte Diagnose nach dem ICD-10 oder DSM-5.